# Deutsche Fünfkampf-Meisterschaft 1936

Veranstaltungsort: Bremen

Die Deutsche Fünfkampf-Meisterschaft 1936 war eine Billard-Turnierserie und fand erstmals vom 4. bis 6. Dezember in Bremen statt.

## Geschichte
In Bremen wurde die erste Deutsche Meisterschaft im Fünfkampf ausgetragen. Leider sind keine Einzelergebnisse mehr bekannt. Sieger wurde der Düsseldorfer August Tiedtke. Für ihn war es eine optimale Vorbereitung auf die Fünfkampf-Weltmeisterschaft, die zwei Wochen später in Algier stattfand. Auch in Algier gewann er.

## Modus
1. PP = Partiepunkte
2. MP = Matchpunkte
3. VGD = Verhältnismäßiger Generaldurchschnitt
4. BVED = Bester Einzel Verhältnismäßiger Durchschnitt

Bei der Berechnung des VGD wurden die erzielten Punkte in folgender Weise berechnet:
Freie Partie: Distanz 200 Punkte (erzielte Punkte mal 1)
Cadre 45/2: Distanz 150 Punkte (erzielte Punkte mal 1,5)
Einband: Distanz 50 Punkte (erzielte Punkte mal 10)
Cadre 71/2: Distanz 100 (Punkte erzielte Punkte mal 4)
Dreiband: Distanz 20 Punkte (erzielte Punkte mal 50)
Alle Aufnahmen wurden mal 1 gewertet.
Der Fünfkampf wurde auch in dieser Spielfolge gespielt.
In der Endtabelle wurden die erzielten Partiepunkte vor den Matchpunkten und dem VGD gewertet.

## Abschlusstabelle
| MP    | Match Punkte (Sieger = 2; Unentschieden = 1; Verlierer = 0) |
| SV    | Satzverhältnis (nur bei Turnieren im Satzsystem)            |
| Pkte. | Erzielte Karambolagen                                       |
| Aufn. | benötigte Aufnahmen                                         |
| GD    | Generaldurchschnitt                                         |
| MGD   | Mannschafts-Generaldurchschnitt                             |
| BED   | Bester Einzeldurchschnitt eines Spielers                    |
| BEMD  | Bester Einzeldurchschnitt einer Mannschaft                  |
| BSD   | Bester Satzdurchschnitt eines Spielers                      |
| HS    | Höchstserie                                                 |
| WRP   | Weltranglistenpunkte                                        |

| Endklassement | Endklassement                 | Endklassement | Endklassement | Endklassement |
| Platz         | Name                          | PP            | VGD           | BVED          |
| ------------- | ----------------------------- | ------------- | ------------- | ------------- |
| 1             | August Tiedtke (Düsseldorf)   | 34:16         | 29,91         | 39,59         |
| 2             | Werner Sorge (Berlin)         | 28:22         | 18,74         | 27,04         |
| 3             | Carl Foerster (Aachen)        | 26:24         | 23,36         | 31,56         |
| 4             | Gerd Thielens (Gelsenkirchen) | 24:26         | 23,84         | 32,39         |
| 5             | Otto Unshelm (Dresden)        | 20:30         | 20,42         | 22,25         |
| 6             | Ernst Rudolph (Köln)          | 18:32         | 22,28         | 27,59         |

## Disziplintabellen
In der Deutschen Billard-Zeitung von 1936 waren leider keine Tabellen der einzelnen Disziplinen veröffentlicht. Es wurden nur die besten Leistungen der einzelnen Disziplinen ausgedruckt.

## Freie Partie
| Platz | Name          | MP | GD    | BED   | HS  |
| ----- | ------------- | -- | ----- | ----- | --- |
| 1     | Carl Foerster | -  | 15,07 | 66,66 | -   |
| -     | Gerd Thielens | -  | -     | -     | 172 |

## Cadre 45/2
| Platz | Name          | MP | GD    | BED   | HS  |
| ----- | ------------- | -- | ----- | ----- | --- |
| 1     | Carl Foerster | -  | -     | 30,00 | 123 |
| -     | Werner Sorge  | -  | 12,98 | -     | -   |

## Einband
| Platz | Name          | MP | GD   | BED  | HS |
| ----- | ------------- | -- | ---- | ---- | -- |
| 1     | Gerd Thielens | -  | 3,37 | -    | -  |
| -     | Carl Foerster | -  | -    | 7,14 | 29 |

## Cadre 71/2
| Platz | Name           | MP   | GD    | BED   | HS |
| ----- | -------------- | ---- | ----- | ----- | -- |
| 1     | August Tiedtke | 10:0 | 10,41 | -     | -  |
| -     | Werner Sorge   | -    | -     | 16,66 | -  |
| -     | Otto Unshelm   | -    | -     | 16,66 | -  |
| -     | Carl Foerster  | -    | -     | -     | 67 |

## Dreiband
| Platz | Name           | MP   | GD    | BED   | HS |
| ----- | -------------- | ---- | ----- | ----- | -- |
| 1     | August Tiedtke | 10:0 | 0,757 | 1,250 | -  |
| -     | Werner Sorge   | -    | -     | -     | 7  |